# Ridotto (architettura)

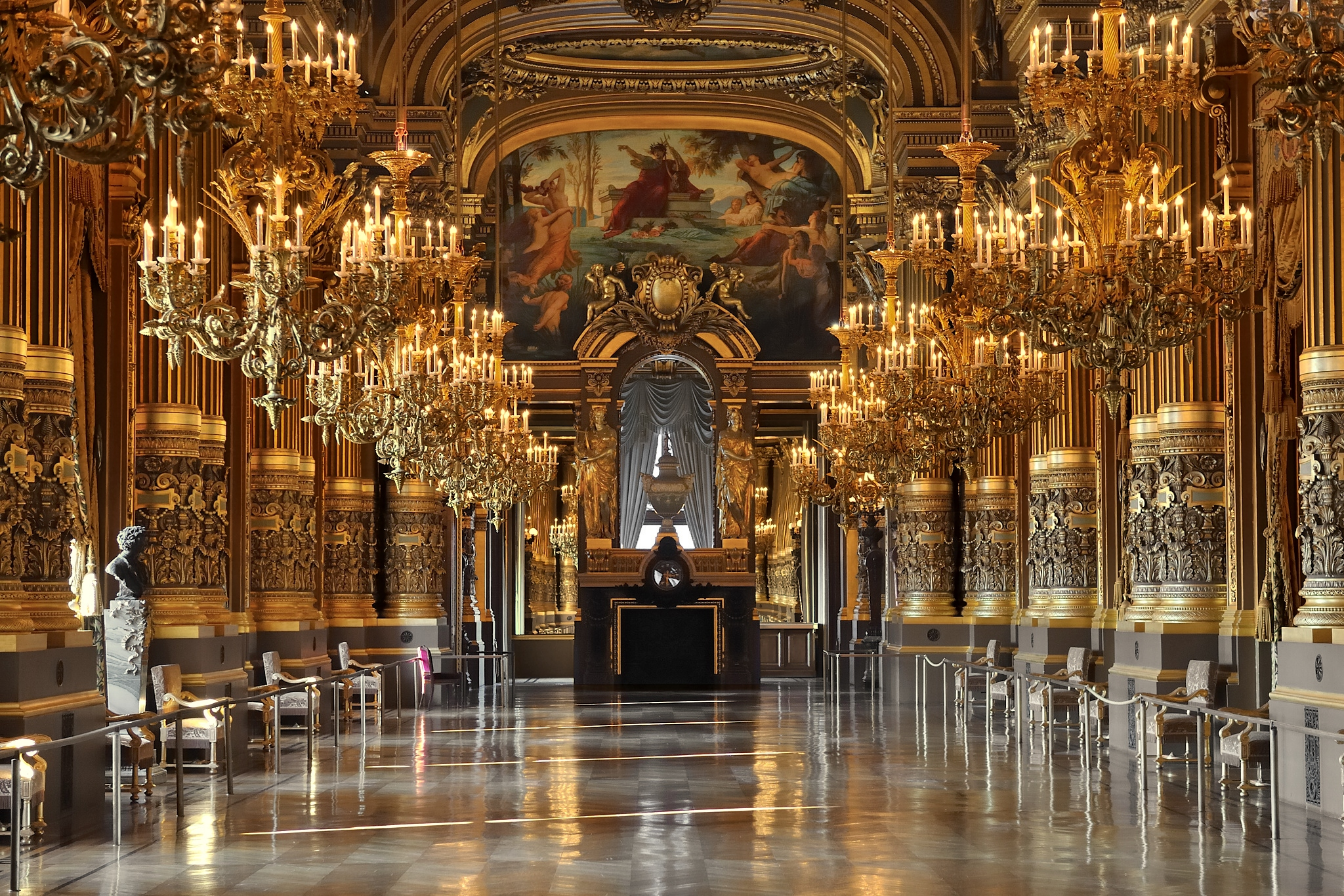
Il ridotto (foyer) dell'Opéra Garnier a Parigi.

Con il termine ridotto, a volte sostituito dall'equivalente francese foyer ([fwaˈje]; dal francese, "caminetto, stufa, punto caldo"), si indicano abitualmente i locali adiacenti alle sale di sosta e di trattenimento di un teatro o alle sale cinematografiche, dove il pubblico si raccoglie prima e dopo lo spettacolo e durante gli intervalli e le attese. Nel passato queste sale erano spesso deputate al gioco d'azzardo altrimenti vietato. In qualche caso, il nome è usato per indicare una sala minore, accanto alla maggiore d'un teatro, destinata anch'essa agli spettacoli (come ad esempio il Ridotto del Teatro del Popolo).

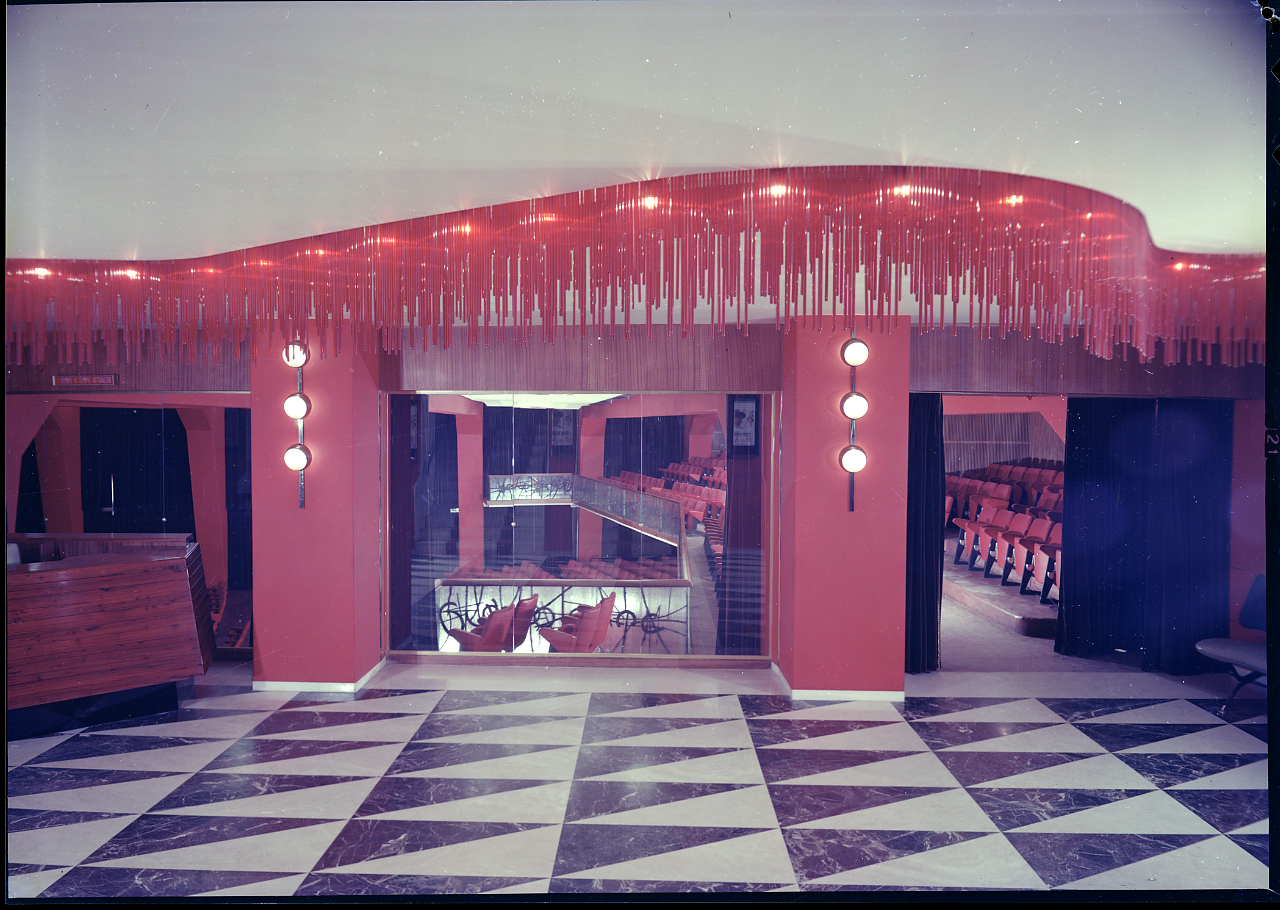
Ridotto del Cinema Ambasciatori di Milano, architetto Eugenio Gerli. Foto di Paolo Monti, 1970

## Uso del termine
Il termine è stato riferito genericamente anche alla sede di un circolo di ritrovo, e di qui usato per indicare i luoghi di riunione dei mercanti (e anche quale sinonimo di fondaco, basi che Veneziani, Genovesi e Pisani ebbero in Oriente).
Alcuni mecenati del XVI e XVII secolo stipendiavano musicisti per suonare nel proprio ridotto: è il caso del conte Mario Bevilacqua a Verona. Ma questi non si limitano alla musica: si trovano anche ridotti in cui si dibatteva di filosofia, di letteratura e altre materie. Per esempio, nel ridotto del conte Agostino Giusti, alcuni intellettuali si ritrovavano attorno al mecenate per conversare in latino e in greco. Rispetto alle accademie, i ridotti erano meno formalmente gestiti, ma in vari casi esistono atti notarili che raccolgono le attività svolte: è il caso del conte Agostino Giusti, per esempio.
A Venezia il termine fu usato per indicare un'ala di palazzo Dandolo a San Moisè, poco distante dell'omonimo teatro, convertita nel 1638 in ambiente pubblico dedicato al gioco d'azzardo e considerato per ciò il primo casinò.
I ridotti, spesso vicini o parte integrante di bar o punti ricreativi, all'interno o subito adiacenti ai teatri, sono diventati veri e propri "luoghi di incontro culturale".
Nell'ambito dei servizi sociali il termine ridotto indica invece una casa di accoglienza per senzatetto, che fornisce anche altri servizi di tipo sanitario, educativo o di aiuto e supporto psicologico.
In Francia con il termine foyer vengono anche indicate residenze comuni dove studenti o lavoratori vivono insieme. Esistono foyer destinati a persone dello stesso sesso o misti. Solitamente gli occupanti dormono in camere singole o multiple e condividono i luoghi ad uso comune, come cucina, bagni, biblioteca, lavanderia, ecc. Chi vive in un foyer paga un affitto mensile e rispetta regole ed orari stabiliti dal foyer.

## Alcuni ridotti famosi

### Verona
- Ridotto musicale, o ridotto Bevilacqua, dei conti Bevilacqua ('500-'600).
- Ridotto Giusti, un ridotto letterario (fine '500).
- Ridotto Serego.